# Mufa kablowa
Mufa kablowa – element osprzętu kablowego elektroenergetycznej linii kablowej służący do trwałego połączenia dwóch odcinków kabli w taki sposób, aby ich wytrzymałość elektryczna i mechaniczna w miejscu połączenia była nie mniejsza niż kabla. Istnieją też mufy odgałęźne służące do wykonywania odgałęzień od żył kabli.
W przypadku kabli wysokonapięciowych mufy mają budowę dostosowaną do napięcia znamionowego, typu kabla i warunków pracy. Bardziej skomplikowane są konstrukcje muf dla kabli z czynnikiem izolującym w postaci np. oleju – gdzie oprócz zapewnienia połączenia elektrycznego zamknięty musi być przepływ oleju.